# Пескоструйная обработка
Пескоструйная обрабо́тка (пескоструйная очистка) — общепринятое определение струйного метода очистки поверхностей. Данный метод относится к холодному виду обработки поверхности без использования химических реагентов. Именно это отличие помогло найти широкое применение струйной очистки: на стройплощадке (очистка бетона, арматуры и опалубки), в автосервисе (очистка кузовов, рам, агрегатов и впускных/выпускных каналов двигателя), при проведении реставрационных работ на объектах культурного наследия (очистка без повреждений камня, стекла, дерева и изделий из гипса) и даже в стоматологии (удаление зубного камня с зубов[2]).
Впервые запатентован американцем Бенджамином Чу Тилгманом (1821—1901) в 1870 году (патент США 108408)[3]. Пескоструйная обработка с применением сухого песка с содержанием свободного кремния запрещена в России[4], Бельгии, Великобритании, Германии и Швеции.
В зависимости от компоновки оборудования и используемых частиц (абразива) струйные установки имеют три основных принципа работы:
1. Абразивоструйный (сухой песок или иной абразивный порошок, распыляется потоком воздуха),
2. Воздух с водой и абразивом (пневмогидропескоструйный метод)
3. Струйная очистка только струёй воды или иной жидкости (гидроструйный метод).

## Технология
При струйной обработке частицы ускоряются из абразивоструйного аппарата при помощи энергии сжатого воздуха.
Для очистки различных загрязнений и материалов индивидуально подбирают абразив (по фракции и форме). Также для достижения идеального результата немаловажно сравнивать твердость очищаемой поверхности и абразива по шкале Мооса.
При очистке ненужные материалы и загрязнения удаляются, поверхность материала упрочняется и становится подготовленной для нанесения покрытий. При помощи абразивоструйной очистки с металлических конструкций удаляют старую краску, ржавчину, масла и окислы (для цветных металлов). Кроме того, при струйной очистке удаляется вторичная окалина, которая образуется на новой стали.
Частицы материала для струйной очистки могут иметь шаровидную форму для шлифовки поверхности и щадящей очистки (прим. стеклошарики) или острые грани (прим. кварцерый песок или электрокорунд), придают шероховатость поверхности и создают профиль, или насечку. Большинство производителей красок указывают, каким должен быть профиль, чтобы обеспечить эффективное нанесение их продукции.
Реставрационная очистка позволяет вернуть первоначальный вид объектам архитектуры, независимо от материала поверхности. Бластинг (пескоструйная очистка) наружной штукатурки и кирпича позволяет удалять старую краску, плесень, копоть, красящие вещества и даже граффити, создавая при этом идеальную поверхность для нанесения покрытия.
Строители очищают преднапряженные железобетонные панели, монолитные бетонные стены, колонны и другие конструкции из бетона для того, чтобы удалить остаточный цемент, следы строительной опалубки, выцветшие участки и обнажить бетон.
Кроме обработки стали и каменной кладки, при помощи пескоструйной очистки можно снять верхние слои краски с деревянных домов и лодок. Со стекловолокна с помощью данной очистки обычно удаляют верхний слой гелевого покрытия для того, чтобы сделать видимыми пузырьки воздуха. При абразивоструйной очистке алюминия, титана, магния и других металлов удаляют результаты коррозии и окислы. В зависимости от выбранного абразива и давления, наносят профиль.
Новые, более мягкие виды абразива (включая пластик и пшеничный крахмал), а также специальное абразивоструйное оборудование с низким давлением используются для сухого способа удаления покрытий с современных композиционных материалов. Это позволяет очищать самолеты, вертолеты, автомобили, грузовики и лодки без использования абразивоструйной обработки, которая может нарушить структуру поверхности. Кроме того, переход на сухой способ очистки верхних слоев исключает возможность воздействия на рабочих токсических химических веществ, используемых при очистке, и исключает расходы, связанные с утилизацией опасных отходов.
Возможности пескоструйной очистки (бластинга) разнообразны. Поскольку в промышленности регулярно изобретаются новые материалы и возникает потребность в обработке новых поверхностей, производителям бластинговой техники и материалов приходится непрерывно совершенствовать свои технологии и оборудование.

## Эволюция струйных установок
Исторически в пескоструйной обработке использовался обыкновенный песок, промытый и просеянный до однородной фракции. Сами установки имели высокий расход песка, пылеобразования и как необходимость большую ёмкость для абразива. Обычно изготавливались из технических ёмкостей (бочек из черного метала). Имели большой вес и габариты. Из-за огромного дозатора, который конструкционно располагался снизу, повышался риск опрокидывания установки из-за высокого центра тяжести. Эта классическая компоновка получила широкое распространение в СССР и часто встречается до сих пор в России и странах СНГ.
Установки зарубежных производителей получили доработанную систему инжектора (сопла из-за своей формы становились более производительными при том же расходе абразива), уменьшились сами габариты дозатора, что помогло сделать ниже сам бункер. Сами установки стали делать из алюминия, что уменьшило вес и увеличился срок службы оборудования.
Одной из важных доработок стало изобретение вихревого потока СВАО (струйно-вихревая абразивная обработка). Её принцип основывается на закручивании частиц по спирали. Создается угловой эффект: частицы скользят по поверхности, а не "обстреливают" ее. Происходит очень бережное и постепенное снятие загрязнения. Новый метод позволил не только увеличить производительность, но и сократить расход абразива от двух до четырёх раз по сравнению с классическими установками. На данный момент[какой?] есть всего три производителя, которые выпускают струйно-вихревые установки: IBIX (Италия), Remmers (Германия), MaxiBlast® (Россия).

## Техника безопасности
Струйная очистка с использованием абразивов представляет огромный риск для здоровья работников. Несмотря на то, что многие из используемых материалов при струйной очистке безопасны сами по себе (стальная дробь и песок, купершлак, гранат и т. д.) пыль, образующаяся во время работ представляет огромную опасность для здоровья как оператора, так и персонала находящегося в рабочей зоне и может привести к серьёзным профессиональным заболеваниям (силикоз). Оператору нужно защищать органы дыхания, слуха, глаза, кожу. Абразивные частицы разгоняются до скорости более 650 км/час, и при не должном обращении, могут нанести травму рабочему персоналу. Если при такой скорости абразивный поток случайно заденет человека, то это может привести к серьёзным телесным повреждениям или даже смерти. Работы по струйной очистке достаточно шумный процесс. Рабочий шум являлся постоянной опасностью для работников, занятых в сфере антикоррозионной защиты и ассоциировался только с ухудшением слуха. Современные понятия охраны труда рассматривают шум как угрозу безопасности и здоровью работников по различным причинам. Шум может привести не только к нарушениям слуха (в случае постоянного нахождения при шуме более 85 децибел(dB)), но может быть фактором стресса и повысить систолическое кровяное давление.
Струйная очистка является работой в атмосфере, в которой концентрация вредных газов и пыли опасна для жизни и здоровья. В качестве средств индивидуальной защиты необходимо применять соответствующую обувь, специальный костюм абразивоструйщика, кожаные рукавицы, пескоструйный шлем с принудительной подачей чистого воздуха. Чтобы предотвратить попадание загрязнённого воздуха в органы дыхания, СИЗОД (средства индивидуальной защиты органов дыхания) должно отделить рабочего от окружающей загрязнённой атмосферы и обеспечить сотрудника чистым или очищенным воздухом, пригодным для дыхания, для этого используют внешний источник чистого воздуха с подачей по шлангу. При этом срок службы пескоструйного шлема может быть продлен за счет ремонта и соответствующего ухода.

## Основные области применения
- очистка металлических заготовок от окалины, старой краски, ржавчины и других загрязнений
- обезжиривание металлических заготовок перед окраской, газотермическим напылением, гальванотехническими и т. п. операциями
- очистка арматуры электровакуумных приборов перед сборкой и откачкой баллона
- декоративное матирование стекла
- создание декоративной «шероховатости» поверхности

В последнее время пескоструйная обработка часто используется для создания шероховатости поверхностей. При очистке и ремонте старых кирпичных кладок сохраняется декоративный вид, а новые деревянные поверхности при помощи воздуха и песка могут приобрести в качестве эффекта «старый», «изношенный» вид.
Силикатная пыль, образующаяся при дроблении песчинок об обрабатываемую поверхность, — причина профессионального заболевания — силикоза. Поэтому при пескоструйной обработке в стационарных условиях обязательна эффективная вентиляция, в условиях строительства — ношение респираторов. Применение абразивных материалов с содержанием свободного кремния без пылеподавления запрещено постановлением Роспотребнадзора №100.
Помимо песка, в качестве материала для бластинга может использоваться стальная крошка, стеклянные шарики, корундовый порошок и другие синтетические материалы для струйной очистки.
Современные технологии пескоструйной обработки используют следующие технологии:
- гидропневмоабразивная очистка, в которой вода используется как пылеподавление и для увеличения эффективности струйной очистки
- газодинамической очистки с разгоном абразива в реактивной струе до скорости в 300 м/с
- гидроструйная очистка потоком воды с различным давлением (от 100 до 7500 бар)
- гидроабразивная очистка потоком воды с различным давлением, несущем в себе абразив и/или ингибитор
- очистка сухим льдом

Все современные лакокрасочные материалы требуют обязательной струйной обработки поверхности для придания ей шероховатости и удаления загрязнений. Пескоструйная обработка продлевает срок службы покрытий до шести раз, что позволяет значительно сэкономить на капитальном и текущем ремонтах металлоконструкций.